# DWG
DWG (od ang. drawing) – zastrzeżony binarny format plików tworzony przez program AutoCAD.
Format ten stworzyła firma Autodesk do obsługi oprogramowania AutoCAD oraz programów pochodnych. W formacie tym zapisywane są modele dwu- i trójwymiarowe. 
Właściciel formatu, Autodesk, rozpowszechnia go oraz zmienia raz na kilka lat wraz z ukazaniem się nowej wersji AutoCADa. 
Format DWG wraz z wariantem ASCII - DXF stał się de facto standardowym formatem przy projektowaniu CAD.